# Siak
Der Siak (indonesisch Sungai Siak, deutsch „Fluss Siak“) ist ein Fluss in Indonesien im Osten der Insel Sumatra in der Provinz Riau.
Der Siak fließt durch die Provinzhauptstadt Pekanbaru, durch den Regierungsbezirk Siak und die Stadt Siak Sri Indrapura, um bei der Insel Padang ins Meer bei der Straße von Malakka zu münden. Er ist ungefähr 370 km lang.
Früher säumten Torfwälder den Fluss, die für die Anlage von Palmöl-Plantagen abgeholzt wurden. Der Torf wird durch den Regen in den Fluss gespült, dadurch ist das Wasser in der Mündung und den vorgelagerten Küstengewässern übersäuert und enthält zu wenig Sauerstoff. Die regelmäßig auftretenden Fischsterben lassen sich wahrscheinlich darauf zurückführen.